# Provinz Gitarama

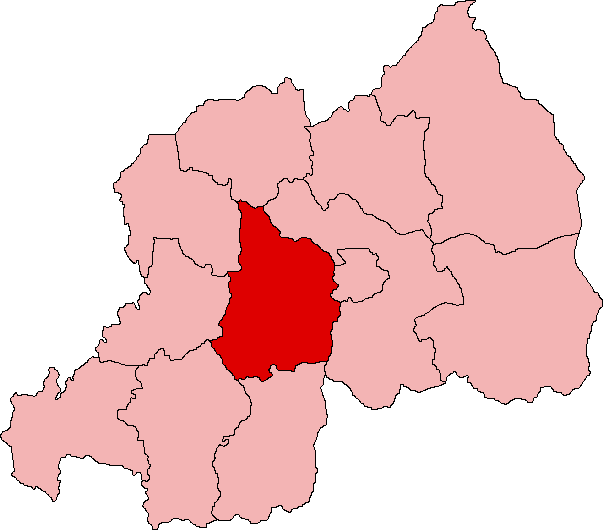
Lage der ehemaligen Provinz Gitarama in Ruanda

Die Provinz Gitarama war eine von zwölf Provinzen der ehemaligen Verwaltungsgliederung Ruandas. Im Januar 2006 wurden diese in eine kleinere Anzahl neuer Provinzen eingeteilt, um ethnisch vielfältigere Verwaltungsgebiete zu schaffen. Die Provinz Gitarama befand sich im zentralen bis westlichen Teil Ruandas. Nachbarprovinzen waren im Norden Ruhengeri, im Nord- bis Südosten Kigali Rural, im Osten Kigali, im Süden Butare, im Südwesten Gikongoro, im Westen Kibuye und im Nordwesten Gisenyi. Provinzhauptstadt war die Stadt Gitarama, die heute zur Südprovinz gehört.
Die Provinz unterteilte sich in folgende zehn Distrikte:
1. Gitarama
2. Ruyumba
3. Ntongwe
4. Ruhango – ein gleichnamiger Distrikt Ruhango existiert heute in der Südprovinz
5. Kabagari
6. Ntenyo
7. Muhanga – ein gleichnamiger Distrikt Muhanga existiert heute in der Südprovinz
8. Ndiza
9. Kayumbu
10. Kamonyi – ein gleichnamiger Distrikt Kamonyi existiert heute in der Südprovinz